# Eleccions legislatives franceses de 2024
Les eleccions legislatives franceses de 2024 se celebraren els dies 30 de juny i 7 de juliol de 2024 per tal d'elegir els 577 diputats de l'Assemblea Nacional durant la XVI legislatura de la Cinquena República.

## Antecedents
Emmanuel Macron fou reelegit President de la República Francesa el 24 d'abril de 2022 després d'enfrontar-se a la segona volta de les eleccions presidencials franceses de 2022 contra Marine Le Pen i obtenint el 58,55 dels vots. El 16 de maig de 2022 Élisabeth Borne va ser nomenada primera ministra de França per part d'Emmanuel Macron, després de la renúncia de Jean Castex. Borne va liderar la coalició centrista Ensemble a les eleccions legislatives franceses de 2022 el juny que van donar lloc a un parlament en el que la coalició governant es va reduir a 251 escons de 346 tot i ser el bloc més gran del Parlament, però 38 per a la majoria absoluta. Incapaç de negociar cap acord amb els partits de l'oposició per formar una administració majoritària estable, Borne va formar oficialment un govern minoritari el juliol de 2022, que va viure tres mocions de censura a l'octubre. L'ascens de Reagrupament Nacional a les eleccions al Parlament Europeu de 2024 va provocar que el President Macron dissolgués l'Assemblea Nacional convocant eleccions legislatives anticipades.

## Sistema electoral
Les eleccions legislatives tenen lloc per un sistema uninominal a dues voltes en circumscripcions uninominals.
És elegit a la primera volta el candidat que obtingui la majoria absoluta dels vots emesos i un nombre de vots almenys igual a una quarta part (25%) dels electors inscrits a la circumscripció. Si cap dels candidats compleix aquestes condicions, s'organitza una segona volta entre els candidats que hagin obtingut un nombre de vots almenys igual a una vuitena part dels inscrits (12,5%); els dos candidats més votats a la primera volta passen a la segona volta per defecte si només un o cap d'ells ha arribat a aquest llindar. A la segona volta, es declara electe el candidat més votat.
El llindar de qualificació basat en un percentatge del total d'empadronats i no dels vots emesos dificulta l'accés a la segona volta quan l'abstenció és elevada. D'altra banda, el sistema permet l'accés a la segona volta a més de dos candidats si diversos d'ells superen el llindar de 12,5 % d'inscrits. Així, els candidats que es presenten a la segona volta poden ser tres, un escenari anomenat «triangular». La segona volta on quatre candidats, anomenats «quadrangular» també són possibles, però molt més rars.

### Partits i tendències polítiques
Els resultats electorals són publicats a França pel Ministeri de l'Interior, que classifica els partits atribuint-los una tendència política. Aquests últims els decideixen els prefectes, que els atribueixen independentment de la ideologia política declarada pels candidats, que pot ser la d'un partit o un candidat independent.
L'any 2022, només el Partit Comunista Francès (COM), França Insubmisa (FI), Partit Socialista (SOC), Partit Radical d'Esquerra (RDG), Europa Ecologia-Els Verds (VEC), Renaixement (RE), Moviment Demòcrata (MDM), Horitzons (HOR), Unió dels Demòcrates i Independents (UDI), Els Republicans (LR), Reagrupament Nacional (RN) i Reconquesta (REC) se'ls assignaren tendències específiques. Les coalicions Junts i Nou Front Popular, així com els candidats de l'aliança entre Ciotti i Reagrupamenet Nacional, també es beneficien indirectament de les tendències Junts! (Majoria presidencial) (ENS), Unió de l'Esquerra (UG) et Unió de l'extrema-dreta (UXD) sent atribuïbles a candidats que es beneficien, respectivament, del suport de dos partits de centre, dos d'esquerres o dos d'extrema dreta.
A totes les altres parts se'ls assigna un o un altre de les tendències següents: EXG (diversos d'extrema esquerra), DVG (diversos d'esquerra), ECO (ecologista), REG (regionalistes), DVC (diversos de centre), DVD (diversos de dretes), DSV (dreta sobiranista) i EXD (extrema dreta). Per tant, partits com Debout la France o Lluita Obrera no tenen les seves pròpies tendències, i els seus resultats nacionals no són publicats per separat pel ministeri, perquè es barregen amb altres partits (respectivament en les tendències DSV i EXG).
El Nou Front Popular (NFP) és una coalició dels principals partits polítics d'esquerra de França: Les Écologistes, França Insubmisa, el Partit Comunista Francès i el Partit Socialista i les formacions Place publique, Génération·s, Gauche républicaine et socialiste, Nou Partit Anticapitalista i Gauche écosocialiste, que van acordar la distribució del nombre de candidats i un programa polític comú.

## Resultats

### Participació
| Taxa de participació a les eleccions legislatives franceses (per a la França metropolitana) | Taxa de participació a les eleccions legislatives franceses (per a la França metropolitana) | Taxa de participació a les eleccions legislatives franceses (per a la França metropolitana) | Taxa de participació a les eleccions legislatives franceses (per a la França metropolitana) | Taxa de participació a les eleccions legislatives franceses (per a la França metropolitana) | Taxa de participació a les eleccions legislatives franceses (per a la França metropolitana) | Taxa de participació a les eleccions legislatives franceses (per a la França metropolitana) | Taxa de participació a les eleccions legislatives franceses (per a la França metropolitana) |
| Percentatge de participació                                                                 | 1a volta                                                                                    | 1a volta                                                                                    | 1a volta                                                                                    | 2a volta                                                                                    | 2a volta                                                                                    | 2a volta                                                                                    | Diferència entre les dues voltes                                                            |
| Percentatge de participació                                                                 | El 2022                                                                                     | El 2024                                                                                     | Diferència                                                                                  | El 2022                                                                                     | El 2024                                                                                     | Diferència                                                                                  | Diferència entre les dues voltes                                                            |
| ------------------------------------------------------------------------------------------- | ------------------------------------------------------------------------------------------- | ------------------------------------------------------------------------------------------- | ------------------------------------------------------------------------------------------- | ------------------------------------------------------------------------------------------- | ------------------------------------------------------------------------------------------- | ------------------------------------------------------------------------------------------- | ------------------------------------------------------------------------------------------- |
| Al migdia                                                                                   | 18,43 %                                                                                     | 25,90 %                                                                                     | ▲ 7,47                                                                                      | 18.99 %                                                                                     | 26,63 %                                                                                     | ▲ 7,64                                                                                      | ▲ 0,73                                                                                      |
| A les 17 hores                                                                              | 39.42 %                                                                                     | 59,39 %                                                                                     | ▲ 19,97                                                                                     | 38.11 %                                                                                     | 59,71 %                                                                                     | ▲ 21,6                                                                                      | ▲ 0,32                                                                                      |
| Final                                                                                       | 47,51 %                                                                                     | 66,71 %                                                                                     | ▲ 19,2                                                                                      | 46.23 %                                                                                     | 66,63 %                                                                                     | ▲ 20,4                                                                                      | 0,08                                                                                        |

### Resultats nacionals
| Resultats de les eleccions legislatives franceses de 2024 | Resultats de les eleccions legislatives franceses de 2024 | Resultats de les eleccions legislatives franceses de 2024 | Resultats de les eleccions legislatives franceses de 2024 | Resultats de les eleccions legislatives franceses de 2024 | Resultats de les eleccions legislatives franceses de 2024 | Resultats de les eleccions legislatives franceses de 2024 | Resultats de les eleccions legislatives franceses de 2024 | Resultats de les eleccions legislatives franceses de 2024 | Resultats de les eleccions legislatives franceses de 2024 | Resultats de les eleccions legislatives franceses de 2024 |
| Tendència electoral                                       | Tendència electoral                                       | Tendència electoral                                       | 1a volta                                                  | 1a volta                                                  | 1a volta                                                  | 2a volta                                                  | 2a volta                                                  | 2a volta                                                  | Total Escons                                              | +/-                                                       |
| Tendència electoral                                       | Tendència electoral                                       | Tendència electoral                                       | Vots                                                      | %                                                         | Escons                                                    | Vots                                                      | %                                                         | Escons                                                    | Total Escons                                              | +/-                                                       |
| --------------------------------------------------------- | --------------------------------------------------------- | --------------------------------------------------------- | --------------------------------------------------------- | --------------------------------------------------------- | --------------------------------------------------------- | --------------------------------------------------------- | --------------------------------------------------------- | --------------------------------------------------------- | --------------------------------------------------------- | --------------------------------------------------------- |
|                                                           | Reagrupament Nacional                                     | RN                                                        | 9.379.092                                                 | 29,26                                                     | 37                                                        | 8.745.076                                                 | 32,05                                                     | 88                                                        | 125                                                       | ▲ 36                                                      |
|                                                           | Nou Front Popular                                         | UG                                                        | 8.995.226                                                 | 28,06                                                     | 32                                                        | 7.005.503                                                 | 25,68                                                     | 146                                                       | 178                                                       | ▲ 47                                                      |
|                                                           | Junts                                                     | ENS                                                       | 6.425.707                                                 | 20,04                                                     | 2                                                         | 6.314.523                                                 | 23,15                                                     | 148                                                       | 150                                                       | 95                                                        |
|                                                           | Els Republicans                                           | LR                                                        | 2.106.166                                                 | 6,57                                                      | 1                                                         | 1.474.722                                                 | 5,41                                                      | 38                                                        | 39                                                        | 22                                                        |
|                                                           | Union de l'extrême droite                                 | UXD                                                       | 1.268.822                                                 | 3,96                                                      | 1                                                         | 1.364.946                                                 | 5,00                                                      | 16                                                        | 17                                                        | ▲ 17                                                      |
|                                                           | Divers droite                                             | DVD                                                       | 1.154.785                                                 | 3,60                                                      | 2                                                         | 980.547                                                   | 3,59                                                      | 25                                                        | 27                                                        | ▲ 17                                                      |
|                                                           | Divers gauche                                             | DVG                                                       | 490.898                                                   | 1,53                                                      | 0                                                         | 401.063                                                   | 1,47                                                      | 12                                                        | 12                                                        | 10                                                        |
|                                                           | Divers centre                                             | DVC                                                       | 391.423                                                   | 1,22                                                      | 0                                                         | 177.164                                                   | 0,65                                                      | 6                                                         | 6                                                         | ▲ 2                                                       |
|                                                           | Extrême gauche                                            | EXG                                                       | 366.594                                                   | 1,14                                                      | 0                                                         |                                                           |                                                           |                                                           | 0                                                         |                                                           |
|                                                           | Regionalistes                                             | REG                                                       | 310.727                                                   | 0,97                                                      | 0                                                         | 288.201                                                   | 1,06                                                      | 9                                                         | 9                                                         | 1                                                         |
|                                                           | Reconquesta                                               | REC                                                       | 238.934                                                   | 0,75                                                      | 0                                                         |                                                           |                                                           |                                                           | 0                                                         |                                                           |
|                                                           | Horizons fora de Junts                                    | HOR                                                       | 231.667                                                   | 0,72                                                      | 0                                                         | 258.139                                                   | 0,95                                                      | 6                                                         | 6                                                         | ▲ 6                                                       |
|                                                           | Ecologistes                                               | ECO                                                       | 182.478                                                   | 0,57                                                      | 0                                                         | 37.808                                                    | 0,14                                                      | 1                                                         | 1                                                         | ▲ 1                                                       |
|                                                           | Unió dels Demòcrates i Independents                       | UDI                                                       | 163.072                                                   | 0,51                                                      | 0                                                         | 119.672                                                   | 0,44                                                      | 3                                                         | 3                                                         |                                                           |
|                                                           | Diversos                                                  | DIV                                                       | 142.871                                                   | 0,45                                                      | 0                                                         | 38.025                                                    | 0,14                                                      | 1                                                         | 1                                                         |                                                           |
|                                                           | Dreta sobiranista                                         | DSV                                                       | 90.110                                                    | 0,28                                                      | 0                                                         | 18.672                                                    | 0,07                                                      | 0                                                         | 0                                                         | 1                                                         |
|                                                           | Extrema dreta                                             | EXD                                                       | 59.679                                                    | 0,19                                                      | 1                                                         | 23.216                                                    | 0,09                                                      | 0                                                         | 1                                                         | ▲ 1                                                       |
|                                                           | Partit Socialista fora del NFP                            | SOC                                                       | 29.242                                                    | 0,09                                                      | 0                                                         | 26.343                                                    | 0,10                                                      | 2                                                         | 2                                                         | ▲ 2                                                       |
|                                                           | Partit Radical d'Esquerra                                 | RDG                                                       | 12.434                                                    | 0,04                                                      | 0                                                         |                                                           |                                                           |                                                           | 0                                                         |                                                           |
|                                                           | França Insubmisa fora del NFP                             | FI                                                        | 12.224                                                    | 0,04                                                      | 0                                                         | 8.361                                                     | 0,03                                                      | 0                                                         | 0                                                         |                                                           |
|                                                           | Partit Comunista Francès fora del NFP                     | COM                                                       | 3.125                                                     | 0,01                                                      | 0                                                         |                                                           |                                                           |                                                           | 0                                                         |                                                           |
|                                                           | Les Écologistes fora del NFP                              | VEC                                                       | 2.668                                                     | 0,01                                                      | 0                                                         | 0                                                         |                                                           |                                                           |                                                           |                                                           |
|                                                           |                                                           |                                                           |                                                           |                                                           |                                                           |                                                           |                                                           |                                                           |                                                           |                                                           |
| Vots emesos                                               | Vots emesos                                               | Vots emesos                                               | 32.060.374                                                | 97,41                                                     |                                                           | 27 281 981                                                | 94,50                                                     |                                                           |                                                           |                                                           |
| Vots en blanc                                             | Vots en blanc                                             | Vots en blanc                                             | 581.835                                                   | 1,77                                                      | 1 192 801                                                 | 4,13                                                      |                                                           |                                                           |                                                           |                                                           |
| Vots nuls                                                 | Vots nuls                                                 | Vots nuls                                                 | 268.924                                                   | 0,81                                                      | 395 546                                                   | 1,37                                                      |                                                           |                                                           |                                                           |                                                           |
| Total                                                     | Total                                                     | Total                                                     | 32.911.133                                                | 100                                                       | 76                                                        | 28 870 328                                                | 100                                                       | 501                                                       | 577                                                       |                                                           |
| Abstencions                                               | Abstencions                                               | Abstencions                                               | 16.421.799                                                | 33,29                                                     |                                                           | 14 458 211                                                | 33,37                                                     |                                                           |                                                           |                                                           |
| Inscrits/Participació                                     | Inscrits/Participació                                     | Inscrits/Participació                                     | 49.332.932                                                | 66,71                                                     | 43 328 539                                                | 66,63                                                     |                                                           |                                                           |                                                           |                                                           |

## Conseqüències
Els 577 escons de l'assemblea van quedar repartits en tres blocs de mida similar, França va quedar sense cap camí clar per formar un nou govern mentre la seva capital es prepara per acollir els Jocs Olímpics i el primer ministre Gabriel Attal va anunciar la seva renúncia el dilluns 8 de juliol, que fou rebutjada pel president Emmanuel Macron, però es feu efectiva el 16 de juliol,
Malgrat nombrosos intents d'acord entre els quatre partits del Nou Front Popular, la divisió ha anat en augment fins que La França Insubmisa va rebutjar la proposta de Laurence Tubiana com a primera ministra, que havien realitzat els altres socis de la coalició.
Yaël Braun-Pivet, del bloc centrista del president Emmanuel Macron, va convertir-se en presidenta de l'Assemblea Nacional en obtenir 220 vots a la tercera volta mentre el candidat d'esquerres André Chassaigne va rebre 207 vots.
Gabriel Attal va romandre en el càrrec fins que el 5 de setembre de 2024, el president Macron nomenà Michel Barnier com a primer ministre i formà un govern de coalició de Junts i Els Republicans.